# BHE Bundesverband Sicherheitstechnik
Der BHE Bundesverband Sicherheitstechnik e. V. ist der Fachverband für Unternehmen, die Produkte und Anlagen der vorbeugenden Sicherungstechnik herstellen, planen und/oder installieren. Als Kommunikations- und Informationsplattform deckt er ein breites Spektrum der Sicherungstechnik ab:
- Einbruchmeldetechnik
- Brandmeldetechnik inkl. Flucht- und Rettungsweglösungen
- Sprachalarmierung
- Türsysteme
- Videosicherheit
- Freigeländeüberwachung
- Rauch- und Wärmeabzugsanlagen
- Zutrittssteuerung
- Notruf- und Service-Leitstellen
- mechanische Sicherungstechnik
- IT und Übertragungstechnik
- Sicherheitsbeleuchtung

Der Verband umfasst mehr als 1.250 Mitgliedsunternehmen, davon 78 % Errichter, 20 % Hersteller und 2 % Planer von Sicherheitstechnik.
In der Zeit vom 1. Januar 1989 bis 30. April 2023 wurde der Verband von Urban Brauer als Geschäftsführer geleitet. Seit dem 1. Mai 2023 ist Carl Becker-Christian neuer Geschäftsführer des BHE und seiner Tochtergesellschaften. Am 12. Mai 2023 wurde Axel Schmidt zum Vorstandsvorsitzenden des BHE gewählt. Er folgt auf den am 11. Dezember 2022 verstorbenen Norbert Schaaf, der aufgrund seiner Verdienste für den BHE im Mai 2023 posthum zum Ehrenvorsitzenden des BHE ernannt wurde.

## Geschichte
Am 28. November 1974 wurde der „Bundesverband der Hersteller- und Errichterfirmen von Schutz-, Melde- und Überwachungsanlagen für Personen und Sachwerte e. V.“ gegründet. Später wurde er in „Bundesverband der Hersteller- und Errichterfirmen von Sicherheitssystemen e. V.“ umbenannt. Seit dem 20. Juni 2013 trägt er den heutigen Namen.
Zunächst hatte der Verband seinen Sitz in München. Die Geschäftsräume wurden jedoch 1978 nach Rheinland-Pfalz verlegt. Vorstandsvorsitzender war damals der Diplom-Ingenieur Hartmut Unruh (* 1943), der Geschäftsführer der Unruh-Sicherheitsplanungs-GmbH. Seit 1995 arbeitet der BHE in verbandseigenen Büroräumen in Brücken (Pfalz).
Zur Abgrenzung der eigentlichen Verbandsaufgaben von den wirtschaftlichen Aktivitäten wurde bereits im Jahr 1992 die BHE-Service-GmbH als 100-prozentige Tochtergesellschaft des BHE e. V. gegründet. Im Januar 2007 erfolgte die Umfirmierung der BHE-Service-GmbH in die BHE-Akademie-GmbH. Sie bündelt das gesamte Weiterbildungsangebot (BHE-Seminare und Kongresse), den Vertrieb sowie das BHE-Zertifikat unter einem Dach.
Zusätzlich zur Akademie entstand Anfang 2007 die BHE-Qualitätsmanagement-GmbH, die ihre Kunden beim Aufbau und Betrieb eines Qualitätsmanagementsystems unterstützt (u.a bei der Zertifizierung nach ISO 9001).
Im April 2024 feierte der BHE Bundesverband Sicherheitstechnik e. V. sein 50-jähriges Jubiläum.

## Aufgaben und Leistungen
Zu den Hauptaufgaben des BHE Bundesverband Sicherheitstechnik e. V. zählt die Interessenvertretung der angeschlossenen Unternehmen im Markt und gegenüber Behörden bzw. anderen Verbänden. Hinzu kommt die aktive Mitarbeit bei der Normung auf deutscher Ebene beim DIN und der DKE sowie auf internationaler Ebene.
Eine weitere Aufgabe ist die Zertifizierung der im Verband organisierten Errichter und Planer mit dem BHE-Zertifikat.
Auch die Aus- und Weiterbildung der Mitarbeiter angeschlossener und externer Unternehmen durch jährlich rund 70 Seminare, Fachtagungen und Webinare ist wesentlicher Bestandteil der Verbandstätigkeit. Zudem betreibt der Verband eine eigene E-Learning-Plattform.
Der BHE ist zudem Mit-Initiator der Aufklärungskampagnen „Initiative für aktiven Einbruchschutz – Nicht bei mir“, „Rauchmelder retten Leben“ und „Initiative zur Prävention von Kohlenmonoxid-Vergiftungen“.
Zu den weiteren Leistungen des BHE gehören der Vertrieb von Fachliteratur, Betriebsbüchern, Symbolen für präventive Sicherheitstechniken usw., die Presse- und Öffentlichkeitsarbeit sowie die Unterstützung der Mitglieder durch kaufmännische und technische Informationen und Papiere.

## Zertifizierung als BHE-Fachbetrieb / BHE-Fachplaner
Die ersten BHE-Zertifikate für Errichterfirmen wurden im Jahr 1984 verliehen. Das Zertifikat soll dem Kunden verdeutlichen, dass das Unternehmen Sicherungsanlagen unter Beachtung der geltenden Normen und Vorschriften plant, installiert und instand hält.
Es wird an Errichter („BHE-zertifizierter Fachbetrieb“) und Planer („BHE-zertifizierter Fachplaner“) in den Fachsparten Brandmeldeanlagen, Einbruchmeldeanlagen, mechanische Sicherungstechnik, Rauch- und Wärmeabzugsanlagen, Videosicherheit, Perimetersicherheit, Zutrittssteuerung und Sprachalarmanlagen verliehen.
Nach eigenen Angaben wurden seit Einführung der BHE-Errichter-Zertifizierungen über alle Fachsparten hinweg mehr als 1.000 Zertifikate ausgestellt.

## Fachausschüsse
Die Fachausschüsse bearbeiten im Interesse der Mitgliedsunternehmen aktuelle Fragen und Aufgabenstellungen der Branche. Innerhalb der Fachausschüsse werden Arbeitskreise zur intensiven Auseinandersetzung mit speziellen Themen und für den breiten Erfahrungsaustausch gebildet.
Zu den zentralen Aufgaben der Fachausschüsse gehören die Interessenvertretung gegenüber der Polizei, der Feuerwehr, dem VdS etc., die Erstellung von Informationspapieren, die Vorbereitung und Organisation der Seminare der BHE-Akademie-GmbH sowie die Normungs- und Richtlinienarbeit.
Derzeit gibt es 14 BHE-Fachausschüsse:
- Betriebswirtschaftliche Fragen
- Brandmeldetechnik
- Einbruchmeldetechnik
- Perimeter
- IT-Netzwerktechnik
- Mechanische Sicherungstechnik
- Notruf- und Serviceleitstellen
- Planer/Ingenieurbüros
- Rauch- und Wärmeabzugstechnik
- Sprachalarmierungssysteme
- Türen- und Torsysteme
- Übertragungs- und Netzwerktechnik
- Videoüberwachungstechnik
- Zutrittssteuerungssysteme
- Sicherheitsbeleuchtung